# Pedostibes rugosus
Pedostibes rugosus är en groddjursart som beskrevs av Robert F. Inger 1958. Pedostibes rugosus ingår i släktet Pedostibes och familjen paddor. IUCN kategoriserar arten globalt som nära hotad. Inga underarter finns listade i Catalogue of Life.